# 尼基塔·格拉兹科夫
尼基塔·尤里耶维奇·格拉兹科夫（俄語：Никита Юрьевич Глазков，1992年4月16日—），俄罗斯男子击剑运动员，2017年世界击剑锦标赛男子重剑团体铜牌得主、2018年世界击剑锦标赛男子重剑团体铜牌得主、2020年夏季奥运会男子重剑团体银牌得主。